# Tine Pirquin
Tine Pirquin is een Belgisch topkorfbalster.

## Levensloop
Pirquin is actief bij Boeckenberg.
In het zaalseizoen 2022-2023 plaatste Boeckenberg zich als 4e voor de play-offs. Boeckenberg moest de kruisfinale spelen tegen de regerende zaalkampioen Floriant. In de kruisfinale versloeg Boeckenberg Floriant met 19-14, waardoor het zichzelf plaatste voor de Belgische zaalfinale tegen Borgerhout. In de finale wist Boeckenberg gemakkelijk te winnen met 24-15.

## Belgisch nationale Team
Tevens maakte ze deel uit van het Belgisch nationaal team. Ze nam onder andere deel aan het EK 2018 waar het Belgisch team op de vierde plek strandde.

## Erelijst
- Belgisch kampioen zaalkorfbal, 1× (2023)